# 小行星7396
小行星7396（7396 Brusin）是一颗绕太阳运转的小行星，为主小行星带小行星。该小行星于1986年3月4日发现。

## 轨道参数
小行星7396的轨道半长轴为2.9258268 UA，离心率为0.086。